# Jeroen Brouwers
Jeroen Godfried Maria Brouwers (Batavia, današnja Jakarta, 30. travnja 1940. – Maastricht, 11. svibnja 2022.) bio je nizozemski novinar, pisac i esejist.
Od 1964. do 1976. radio je kao urednik u izdavačkoj kući Manteau u Bruxellesu. Godine 1964. piše svoj literarni debi Het mes op de keel ("Nož na grlu").
Brouwers je osvojio De Ferdinand Bordewijk Prijs 1989. za De zondvloed i 1995. Prix Femina za međunarodni rad za svoju knjigu Bezonken rood ("Potopljeno crvenilo"). Godine 2007. odbio je De Prijs der Nederlandse Letteren (Nagrada nizozemske književnosti) - najveću nagradu za književnost na nizozemskom govornom području jer je 16.000 € nagradnog novca smatrao preniskim iznosom za svoj cjelokupni opus.